# 基準外繰入金
基準外繰入金（きじゅんがいくりいれきん）とは、公益性の観点から、例外的に一般会計から公営企業会計に繰り出す経費のうち、総務省が示した繰出基準に合致しない経費。

## 概要
独立採算を基本としている公営企業会計では、当該会計の事業収入で事業に必要な経費を賄うことが原則であるが、行政上、公益性の観点から、例外的に一般会計から公営企業会計の経費を支出する必要に迫られる場合がある。
そのような一般会計から公営企業会計へ支出する経費を繰出金といい、毎年度、総務省から公営企業に対する繰出基準が示されている。
この繰出基準に合致しない経費（例：収支の赤字等）について、一般会計から公営企業会計に繰出金を支出する場合、一般会計から公営企業会計に対し、基準外繰出金として支出されることになる。